# Solenopsis trihasta
Solenopsis trihasta är en myrart som beskrevs av Santschi 1923. Solenopsis trihasta ingår i släktet eldmyror, och familjen myror. Inga underarter finns listade i Catalogue of Life.